# Mercedes-Benz 190 SL
Mercedes-Benz 190 SL je sportovní automobil, který v letech 1955 až 1963 vyráběla německá automobilka Mercedes-Benz. Celkem bylo vyrobeno 25 881 vozů.
Vyráběl se jako dvoudveřové kupé nebo roadster, který měl odnímatelný hardtop. K pohonu sloužil motor o objemu 1,9 litru s rozvodem OHC osazený dvěma dvojitými karburátory Solex. Převodovka byla čtyřstupňová. Poprvé byl představen na autosalonu v New Yorku v roce 1954. Podvozek byl použit z vozu Mercedes-Benz 180. Nové bylo ale zavěšení zadních kol.